# Diervoort
Diervoort is een locatie in de gemeente Wijchen (Nederlandse provincie Gelderland). Het is ook de naam van een grote kaasboerderij die daar is gelegen. Er bestaat daar ook een Diervoortseweg.
Sir Hereward Wake en William Francis Deedes hebben in hun boek Swift and Bold, The Story of the King's Royal Rifle Corps in the Second World War, 1939-1945, p. 291 de naam Diervoort als Dievoort geschreven. Diervoort was toentertijd een buurtschap met enkele huizen in Zuidwest-Nijmegen.